# هيو روس (موسيقي)
هيو روس (بالإنجليزية: Hugh Ross)‏ هو موسيقي أمريكي، ولد في 21 أغسطس 1898، وتوفي في 20 يناير 1990.

## وصلات خارجية
- هيو روس على موقع ميوزك برينز (الإنجليزية)
- هيو روس على موقع قاعدة بيانات برودواي على الإنترنت (الإنجليزية)
- هيو روس على موقع ديسكوغز (الإنجليزية)